# برگه نوع ۵
برگه نوع ۵ (به انگلیسی: Breguet Type IV) یک هواگرد ساختِ کارخانهٔ برگه اویاسیون در کشور فرانسه است . این هواگرد برای نخستین بار در ۱۹۱۱ میلادی مورد استفاده قرار گرفت.